# Carol M. Swain

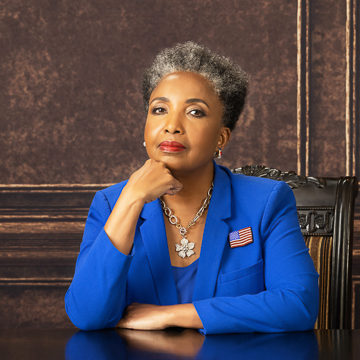
Carol Swain

Carol Miller Swain (* 7. März 1954 in Bedford, Virginia) ist eine emeritierte Professorin für Politikwissenschaft und Recht an der Vanderbilt University. Sie ist eine häufig auftretende Fernsehanalystin und Autorin. Zu ihren Arbeitsgebieten gehören Rassenbeziehungen, Einwanderung, politische Repräsentation, christliche Politik und die Verfassung der Vereinigten Staaten.

## Kindheit und Ausbildung
Carol Miller Swain wurde am 7. März 1954 in Bedford, Virginia, als zweites von zwölf Kindern geboren. Ihr Vater brach die Volksschule ab, ihre Mutter verließ die High School vorzeitig. Ihr Stiefvater misshandelte ihre Mutter, Dorothy Henderson, körperlich. Die Mutter war aufgrund einer Kinderlähmung behindert. Swain wuchs in Armut auf, lebte in einer Hütte ohne fließendes Wasser und teilte sich zwei Betten mit ihren elf Geschwistern. Sie hatte keine Schuhe und verpasste deshalb die Schule, wenn es schneite. Sie beendete die High School nicht und brach sie in der neunten Klasse ab. In den 1960er Jahren zog sie mit ihrer Familie nach Roanoke und beantragte bei einem Richter die Unterbringung in einer Pflegefamilie, was jedoch abgelehnt wurde. Swain lebte stattdessen mit ihrer Großmutter in einem Wohnwagenpark.
Nach ihrer Scheidung im Jahr 1975 erwarb Swain den Realschulabschluss und arbeitete als Kassiererin bei McDonald’s, als Verkäuferin von Tür zu Tür und als Assistentin in einer Senioreneinrichtung. Später erwarb sie einen Associate Degree am Virginia Western Community College. Sie schloss ihr Studium der Strafjustiz am Roanoke College mit magna cum laude ab und erwarb einen Master-Abschluss in Politikwissenschaften an der Virginia Tech. Während ihres Studiums am Roanoke College organisierte sie einen Stipendienfonds für schwarze Studenten, der bis 2002 mit 350.000 Dollar dotiert war. Sie promovierte 1989 in Politikwissenschaft an der University of North Carolina in Chapel Hill.

## Wirken als Akademikerin
Swain erhielt eine Festanstellung als außerordentlicher Professor für Politik und öffentliche Ordnung an der Princeton University. Von 1999 bis 2017 lehrte sie Politikwissenschaft und Recht an der Vanderbilt University. Sie ging 2017 von ihrem Posten an der Vanderbilt in den Ruhestand.
Im November 2015 starteten Studierende der Vanderbilt University eine Petition, in der sie die Einstellung von Swains Lehrtätigkeit forderten und sie verpflichten wollten, an einem Diversity-Training teilzunehmen. Die Studenten behaupteten, Swains Name sei "ein Synonym für Bigotterie, Intoleranz und Unprofessionalität". Swain nannte die Studenten daraufhin "traurig und erbärmlich, denn sie sind Studenten und sollten offen dafür sein, mehr als einen Standpunkt zu hören". Die Initiative sammelte innerhalb weniger Tage über 1.000 Unterschriften, bevor sie die Verwaltung aufforderte, Swain lediglich zu suspendieren und alle Professoren zur Teilnahme an einem Diversity-Training zu verpflichten. Daraufhin starteten ihre Unterstützer eine Pro-Swain-Petition, die an die chinesische Kulturrevolution erinnerte, als Studenten der Roten Garde falsche und lächerliche Anschuldigungen gegen ihre Professoren erhoben". Nicholas S. Zeppos, Kanzler der Vanderbilt University, behauptete in einer Stellungnahme, dass Swains Ansichten zwar nicht mit denen der Universität übereinstimmten, die Universität sich aber der Redefreiheit und der akademischen Freiheit verpflichtet sehe.
Im Januar 2017 kündigte Swain an, dass sie im August aus dem Vanderbilt Lehrkörper ausscheiden werde, und erklärte: „Ich werde nicht vermissen, was aus amerikanischen Universitäten geworden ist“. Nach einer Reihe von rassistischen Protesten im Sommer 2017 wurde Swain in einem Artikel in The Weekly Standard als „Kassandra von Vanderbilt“ bezeichnet.
Swain war Ko-Vorsitzende der 1776-Kommission von Präsident Donald Trump, die ihren Bericht im Januar 2021 als Reaktion auf das 1619-Projekt des New York Times Magazine veröffentlichte. Die Kommission rief zu patriotischer Erziehung auf und kritisierte Liberale für „linke Indoktrination in unseren Schulen“. Der Bericht wurde von Historikern verurteilt, die anmerkten, dass in der Kommission keine professionellen Historiker der Vereinigten Staaten vertreten waren.

## Wirken als Politikerin
Swain war früher Demokratin, wechselte aber zu den Republikanern. Sie erklärte am 2. April 2018 ihre Kandidatur für das Amt des Bürgermeisters von Nashville, wobei sie sich für niedrige Steuern und vernünftige Vorschriften aussprach. Bei der Wahl wurde sie mit 23 Prozent der Stimmen Zweite hinter dem amtierenden Bürgermeister David Briley, der 54 Prozent der Stimmen erhielt.
Swain unterstützte 2016 Donald Trumps Wahlkampf für das Präsidentenamt.
Swain bezeichnete die Wiederwahl von Präsident Barack Obama im Jahr 2012 als „eine sehr beängstigende Situation“. Sie argumentierte, dass Bürgerrechtsführer wie Jesse Jackson und Al Sharpton die Ermordung von Trayvon Martin genutzt hätten, um die Wählerregistrierung für die Demokratische Partei zu erhöhen, und argumentierte, dass über Verbrechen zwischen Schwarzen und Weißen in den Medien zu wenig berichtet werde. Sie kritisierte Martins Mutter auch dafür, dass sie es versäumt habe, die Probleme der Kriminalitätsrate zwischen Schwarzen, der Arbeitslosigkeit und der Abtreibung in schwarzen Gemeinden anzusprechen.
Im Juli 2016 kritisierte Swain Black Lives Matter und bezeichnete sie als „marxistische Organisation“ und „eine sehr zerstörerische Kraft in Amerika“. Sie wiederholte, dass es sich dabei um „reinen Marxismus“ handele, und kam zu dem Schluss, dass er „verschwinden muss“. Im Oktober 2020 wurde eine Videoaufnahme veröffentlicht, in der sie Black Lives Matter mit dem Ku-Klux-Klan vergleicht.

## Privates
Swain heiratete im Alter von sechzehn Jahren und hatte zwei Söhne und eine Tochter. Ihre Tochter starb am plötzlichen Kindstod. Nach ihrer Scheidung fünf Jahre später unternahm Swain einen Selbstmordversuch, indem sie Tabletten schluckte.
Während dieser Zeit war sie eine Zeugin Jehovas. In der Nashville Scene heißt es: „Als junges Mädchen wurde Swain eine gläubige Zeugin Jehovas. Zu dieser Zeit glaubten viele in dieser Kirche, dass die Welt 1975 untergehen würde. Swain war unter ihnen. ...“ 1998 ließ sich Swain taufen, nachdem sie eine „innere Stimme“ gehört hatte, als sie in einem Krankenhaus glaubte, im Sterben zu liegen. Sie ist Teil einer Gemeinde der Southern Baptist Convention.

## Veröffentlichungen
- Carol M. Swain (1993). Black Faces, Black Interests: The Representation of African Americans in Congress. Harvard University Press. ISBN 978-0-674-07616-7.
- Carol M. Swain (1996). Race Versus Class: The New Affirmative Action Debate. University Press of America. ISBN 978-0-7618-0413-0.
- Carol M. Swain (2002). The New White Nationalism in America: Its Challenge to Integration. Cambridge University Press. ISBN 978-0-521-54558-7.
- Carol M. Swain; Russ Nieli, eds. (2003). Contemporary Voices of White Nationalism in America. Cambridge University Press. ISBN 978-0-521-01693-3.
- Carol M. Swain, ed. (2007). Debating Immigration. Cambridge University Press. ISBN 978-0-521-69866-5.
- Carol M. Swain, ed. (2018). Debating Immigration (Second ed.). Cambridge University Press. ISBN 978-1-108-45467-4.
- Carol M. Swain (2011). Be the People: A Call to Reclaim America's Faith and Promise. Thomas Nelson. ISBN 978-0-8499-4828-2.
- Steven Feazel; Carol M. Swain (2016). Abduction: How Liberalism Steals Our Children's Hearts and Minds. Christian Faith Publishing. ISBN 978-1-63525-146-3.
- Carol M. Swain; Steven Feazel (2016). Who's Stealing Our Kids? Revealing the Hidden Agenda to Secularize Our Children. Frontline. ISBN 978-1-62998-748-4.
- Carol M. Swain; Christopher J. Schorr (2021). Black Eye for America: How Critical Race Theory is Burning Down the House. Be the People Books. ISBN 978-1-7374198-0-8.